# Maurin des Maures (série télévisée)
Pour les articles homonymes, voir Maurin des Maures (homonymie).
Maurin des Maures est un feuilleton télévisé français en noir et blanc en 26 épisodes de 13 minutes, réalisé par Jean Canolle et Claude Dagues, et diffusé en 1970 sur la Première chaîne de l'ORTF. Il s'inspire du roman du même nom écrit par Jean Aicard en 1908.
Une suite intitulée L'illustre Maurin a été diffusée en 1974, avec un changement notable de la distribution, certains des rôles de la première saison ayant été repris dans la deuxième saison par d'autres acteurs.

## Synopsis
Les aventures de Maurin, un braconnier sympathique qui exerce son « art » dans le Massif des Maures. Il est poursuivi par les gendarmes, notamment Sandri, dont il aime la fiancée.

## Fiche technique
- Titre : Maurin des Maures
- Réalisateur : Jean Canolle et Claude Dagues
- Scénario : Jean Canolle, Claude Dagues et Marcel Sicard, d'après le roman de Jean Aicard (1908)
- Producteur : Jean Malige
- Société de production : ORTF
- Photographie : Jean-Louis Malige
- Montage : Jacques Levy
- Musique : Francis Lemarque
- Pays de production :  France
- Chaîne : première chaîne de l'ORTF
- Format : noir et blanc - 1,33:1 - son : mono
- Durée : 26 épisodes de 15 minutes chacun.
- Date de première diffusion : mercredi 21 janvier 1970 (Il était diffusé du lundi au vendredi, à 19h25.)

## Distribution
- Jean Gaven : Maurin
- Maurice Sarfati : Sandri
- Armand Meffre : Pastouré
- Albert Dinan : Orsini, le garde forestier et le père de Tonia
- Roger Rudel : le préfet (en 1970)
- Roger Crouzet : le préfet (en 1974)
- Nicole Chausson : Margarido (en 1970)
- Catherine Lafond : Margarido (en 1974)
- Roland Armontel : Rinal (en 1970)
- Henri Crémieux : Rinal (en 1974)
- Marie-Pascale Nesi : Tonia Orsini (en 1970)
- Mireille Audibert : Tonia Orsini (en 1974)
- Lucien Barjon : Cabissol (en 1970)
- Henri Guisol : Cabissol (en 1974)
- Gil Baladou : le fils Grondard
- Fransined : un planton (en 1970)